# Калениченко Павло Михайлович
Павло Михайлович Калениченко (17 березня 1923, с. Андріївка, Дніпропетровська область — 30 червня 1983, Київ) — український історик, дослідник історії Польщі та українсько-польських відносин. Професор (1978), доктор історичних наук (1981), заслужений діяч польської культури.

## Біографія
Павло Калениченко народився в с. Андріївка (нині село Криворізького району Дніпропетровської області) в сім'ї вчителя.
До 1941 року навчався на фізично-математичному факультеті Львівського університету. Учасник німецько-радянської війни 1941—1945 років.

Могила Павла Калениченка, Байкове кладовище

У 1949 році закінчив міжнародний факультет Київського університету.
Протягом 1949—1954 років обіймав посади літературного працівника, завідувача відділом редакції газети «Радянська Україна». Водночас навчався в аспірантурі Інституту історії АН УРСР. Протягом 1954—1981 — науковий співробітник, завідувач відділу Інституту історії АН УРСР.
У 1957—1962 роках — заступник відповідального редактора, у 1972-76 роках — головний редактор «Українського історичного журналу».
Протягом 1967—1976 років викладав у Київському університеті. Очолював Українське видання Товариства радянсько-польської дружби.
Раптово помер 30 червня 1983 року у Києві. Похований на Байковому кладовищі разом із дружиною (ділянка № 31, 50°25′18.24″ пн. ш. 30°30′19.32″ сх. д. / 50.4217333° пн. ш. 30.5053667° сх. д.).

### Родина
Дружина — Нінель Калениченко (1926—2020), науковиця в галузі педагогіки. Виховали двох синів: науковця Костянтина Калениченка (нар. 1948) та музикознавця Анатолія Калениченка (нар. 1955).

## Праці
Автор понад 250 наукових праць, серед них — монографії:
- Польська прогресивна еміграція в СРСР в роки Другої світової війни (Київ, 1957)
- Участь польських трудящих в Жовтневій революції і громадянській війні в Україні (Варшава, 1969, польською мовою)
- Великий Жовтень і революційний рух у Польщі (листопад 1917 — жовтень 1919) (Київ, 1971)
- Брати по класу — брати по зброї (Участь польських інтернаціоналістів у боротьбі за владу Рад на Україні. 1917—1920 рр.) (Київ, 1973) та ін.

## Відзнаки
Нагороджений трьома медалями за участь у Великій вітчизняній війні Радянського Союзу 1941—1945 і медаллю «За доблесну працю». Мав нагороди уряду Польщі.